# Италия – Германия (Световно първенство по футбол 1970)
Италия – Германия е футболен двубой, който се провежда на 17 юни 1970 г. на стадион „Ацтека“ в Мексико Сити, Мексико и е вторият от двата полуфинални мача на Световното първенство по футбол през 1970 г. Италия печели с 4:3, след като пет от седемте гола са отбелязани в продълженията, а това поставя рекорд за най-много голове, отбелязани по време на продължения в мач от световно първенство по футбол.
Световната общественост, някои медии и спортни анализтори определят срещата като „Мачът на века“ (на испански: Partido del Siglo; на италиански: Partita del secolo и на немски: Jahrhundertspiel). Резултатът елиминира Западна Германия от турнира, която в последствие печели мача за третото място срещу Уругвай с 1:0, докато Италия губи от Бразилия на финала с 1:4.

## Мачът
Италия води с 1:0 през по-голямата част от мача, след като Роберто Бонинсеня отбелязва в 8-ата минута. В 70-ата минута западногерманският защитник Франц Бекенбауер изкълчва рамото си, но остава на терена с превързана ръка, защото отборът му вече използва двете си разрешени смени.
Защитникът Карл-Хайнц Шнелингер изравнява за Западна Германия в 90-ата минута. Германският телевизионен коментатор Ернст Хуберти възкликва „Шнелингер, от всички хора!“ (на немски: Schnellinger! Ausgerechnet Schnellinger!), тъй като Карл-Хайнц Шнелингер по това време играе в италианската професионална футболна лига – „Серия А“ с екипа на АК „Милан“, за който отбор обаче няма отбелязан гол. Това е и неговият първи и единствен гол в общо 47 мача в кариерата му за Националния отбор на Западна Германия. В края на редовното време резултатът е равен 1:1, което изпраща срещата в продължения. По действащите правила в този момент, в случай че мачът завърши без победител след продълженията, се тегли жребий, за да се реши кой отбор ще продължи към финала.
Герд Мюлер извежда Западна Германия напред в 94-тата минута след грешка в защита на Фабрицио Полети, който тъкмо влиза в мача като резерва, но Тарчизио Бурньич изравнява резултата само четири минути по-късно, а след това нападателят Луиджи Рива извежда италианците напред. Герд Мюлер отбелязва още веднъж за Западна Германия, този път с глава, и изравнява резултата за 3:3. Докато телевизионното предаване на живо все още повтаря гола на Герд Мюлер, италианският полузащитник Джани Ривера вкарва победния гол в 111-ата минута. Оставен непокрит в близост до наказателното поле, след центриране на Роберто Бонинсеня той оформя крайното 4:3 за Италия.